# سامسونگ گلکسی گرند ۲
سامسونگ گلکسی گرند ۲(به انگلیسی:Samaung Galaxy Grand 2)، یک گوشی هوشمند تولید شده توسط شرکت سامسونگ است که در تاریخ ۲۶ نوامبر ۲۰۱۳ معرفی شد و در ژانویه ۲۰۱۴ در بازار عرضه گشت.